# 砂の妖精
『砂の妖精』（すなのようせい、英語：Five Children and It）は、イーディス・ネズビットによる1902年の児童小説である。これは、『ストランド・マガジン』で1900年に発表された「サミアド」または「贈り物」という題の連載を本にまとめたものである。この本の続きには、『火の鳥と魔法のじゅうたん』（The Phoenix and the Carpet、1904年）、『魔よけ物語』（The Story of the Amulet、1906年）がある。

## あらすじ
同じネズビットの『鉄道の子どもたち』（The Railway Children、邦題では『若草の祈り』として知られる）と同様、この物語も、子ども達がロンドンからケント地方へ引っ越すところから始まる。5人の子ども達 - ロバート、アンシア、シリル、ジェインと彼らの坊や - が砂利掘り場で、少し無愛想で、不格好で、時々機嫌を悪くするサミアドという名の妖精を発見する。この妖精は、願いをかなえる能力を持っていた。サミアドは、願いが、日が暮れると石に変わるという忠告をし、1日に願いは4人で1つでいいように説得させた。この規則は、子どもがみんな食べ物を願っていたという石器時代に決められ、これらは化石に変わっている。しかし、いつしか子どもが空想的な願いを望むようになったので、日没で石に変えることができず、この場合は単に消えるのみとなった。
しかし、願いはいつも違ったかたちで聞き入れられ、結果的に良くないことが起こる。子ども達が美しくなりたいと望むと、使用人は彼らのことが分からず、家に入れてくれなくなる。お金持ちになりたいと望むと、砂利掘り場いっぱいにスペード・ギニー金貨が出現する。しかし、この金貨は流通していない金貨であり、受け取ってくれる店もなく、よって誰も何も買うことができなくなった。翼が欲しいと望むと、上手くいったように思えたが、日が暮れて教会の鐘楼に閉じ込められてしまい、番人に助けてもらう羽目になる（この番人と子ども達の家の女中は、この事件が縁で、後に結婚することになる）。別の日には、ロバートがパン屋の小僧にいじめられ、もっと大きかったらいいのに、と言ってしまい、身長11フィートの大男になる。彼は、見世物小屋で見世物になっている。さらに、彼らは、自分たちの家が城であればいいと望み、敵に包囲されたり、アメリカ・インディアンに遭遇したりといった冒険も冒す。
子ども達の坊やも、2つの願いの被害者となる。1つは、子ども達が坊やのトラブルに対し、坊やが欲しくてたまらない人が出てこないかと望み、誘拐やジプシーを避けねばならなくなる。また、坊やが大人になってくれることも望み、結果的に利己的で独りよがりの若者に坊やが突然なってしまう。
作品の最後には、子ども達が母親に、金持ちの女性の宝石を与えることができればと偶然に言ってしまい、その結果、家に宝石が現れる。番人（その頃は子ども達の友だちとなっていた）が強盗として疑われ、サミアドにこの事態を戻してくれるよう願わなければならなくなる。そして、これを最後の願いにすることで同意する。アンシア（彼女は、サミアドと特別に親しくなっていた）だけは、最後にサミアドに再び会えることを願った。サミアドはこの願いも聞き入れるのだった。

## 登場人物
登場する5人の兄弟姉妹：
- シリル (Cyril) - リスとして知られる。
- アンシア (Anthea) - ヒョウとして知られる。
- ロバート (Robert) - ボブスとして知られる。
- ジェイン (Jane) - 子猫として知られる。
- ヒラリー (Hilary) - 彼らの弟、いつもは坊やと呼ばれる。
- "It"ことサミアド (Psammead)。

### サミアド

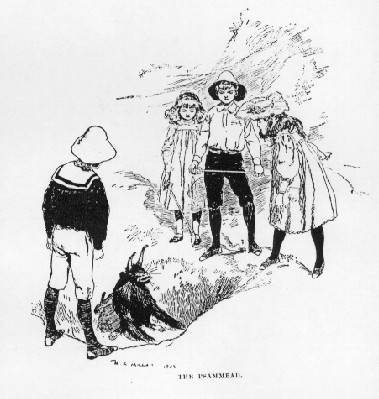
サミアド

砂の妖精では、サミアドについて、「目は、かたつむりのように、長い角の先についていて、望遠鏡のように、のびたりちぢんだりできる」「耳はこうもりの耳のよう」「ずんぐりした胴には、まるでクモのおなかのように、厚い、やわらかい毛がはえている」「手と足はさるの手足に似ている」などと書かれ、ネズミのような髭をはやしている。サミアドは、願いをかなえるとき、目の伸ばし、息を止めて、驚くほどふくれる。
5人の子ども達は、海辺に使われる砂利掘り場でサミアドを見つける。以前はたくさんのサミアドがいたが、ぬれてかぜをひき、ほかのものは死んでしまった。このサミアドも、左上の髭がぬれたことがある。何千年も歳をとっており、テロダクチルなど古代の生物を思い出す。サミアドがたくさんいたころ、願いのほとんどは食物で、どんな願いもかなえていた。願いは日が暮れると石に変わってしまうが、子ども達が望むものは、昔よりもはるかに空想的な願いだった。
サミアド（Psammead、「Sammyadd」と発音する）という名前は、ノアの洪水以前の神話に登場するグリゴリの指導者の1人である、シェムハザ（Samyaza）をもとにネズビットが創作した言葉である。水への恐怖症やかたつむりのような目など、ジョークを使っている。

## 続編
物語の結末では、続編が存在することを読者に明白に示す一文がある。

"They did see it [the Psammead] again, of course, but not in this story. And it was not in a sand-pit either, but in a very, very, very different place. It was in a — But I must say no more."

"4人の子どもは、それから、またサミアドに会いました。それも、砂利掘り場ではなく、とても、とてもちがったところで、会ったのでした。それは-
ああ、でも、それはまたべつのお話です。いまは、お話をしてはいけないのでした。"

子どもたちは、『火の鳥と魔法のじゅうたん』（1904年）と『魔よけ物語』（1906年）で再び登場している。子ども達がペットショップで「それ」（不死鳥が物語に登場し、状況が困難になると子ども達は願いをかなえてもらうため、サミアドのところを3回訪れている）を救う場面では、サミアドは舞台裏であるが、重要な役割を果たす。
50年後、アメリカの児童書作家、エドワード・イーガーによる『魔法半分』（1954年）で5人の子ども達とサミアドは登場している。
ヘレン・クロスウェルによる『リターン・オブ・ザ・サミアド』（1992年）でも、エドワード家の子ども達がホワイトハウスを訪れ、サミアドを発見している。
ジャクリーン・ウィルソンによる『Four Children and It』（2012年）は、『砂の妖精』の現代版であり、別々の家族の4人が、サミアドを発見する。

## アニメ・映画化
『砂の妖精』は、何度かアニメ・映画化されている。
- 1984 - 85年、NHKは、日本語アニメ版を「おねがい!サミアどん」という題で78話にわたり、放送している。英語吹き替え版は作成されなかったが、他の言語版は作成された。
- 1991年、BBCは、物語を6部から構成されるシリーズとして放送した。物語の原題と同じタイトル（Five Children and It - 5人の子ども達とそれ）で放送されたが、アメリカ版では「The Sand Fairy（砂の妖精）」というタイトルとなった。
- 2004年、ケネス・ブラナー、フレディ・ハイモア、ゾーイ・ワナメーカー、ジョナサン・バイレー、ノーマン・ウィズダム（英語版）などが演じ、エディー・イザードがサミアドの声を担当した「ジム・ヘンソンの不思議の国の物語」がリリースされた。

さらに、ヘンリー・シーブライトによって、漫画（コミカライズ）も描かれている。

## 日本語版

### Five Children and It
- 『砂の妖精』　石井桃子訳、深沢紅子画、あかね書房 世界児童文学全集、1959年
- 『砂の妖精』　石井桃子訳、角川書店 角川文庫、1963年（改版、1990年）
- 『おねがい!サミアどん 「砂の妖精」改題』　石井桃子訳、角川書店 角川文庫
  - アニメ『おねがい!サミアどん』の放送にあわせて、一時的に改題して発売。
- 『砂の妖精』　岸田衿子・前田豊司訳、村上勉画、学習研究社 少年少女学研文庫、1968年
- 『砂の妖精』　岸田衿子・前田豊司訳、村上勉画、学習研究社 学研ベストブックス、1976年
- 『砂の妖精』　八木田宜子訳、ハロルド・ロバート・ミラー画、講談社 講談社青い鳥文庫、1984年（新訂版、1996年）
- 『砂の妖精と5人の子どもたち』　矢崎節夫訳、佐竹美保画、ポプラ社 ポプラ文庫、1985年
- 『砂の妖精』　石井桃子訳、ハロルド・ロバート・ミラー画、福音館書店 福音館古典童話シリーズ、1991年
- 『砂の妖精』　石井桃子訳、ハロルド・ロバート・ミラー画、福音館書店 福音館文庫、2002年
- 『砂の妖精サミアド』　毛利孝夫訳、ハロルド・ロバート・ミラー画、望林堂 望林堂完訳文庫、2015年（Kindle版のみ販売）

### The Phoenix and the Carpet
- 『火の鳥と魔法のじゅうたん』　猪熊葉子訳、ハロルド・ロバート・ミラー画、岩波書店 岩波少年文庫、1983年

### The Story of the Amulet
- 『魔よけ物語 - 続・砂の妖精』（上下巻）　八木田宜子訳、ハロルド・ロバート・ミラー画、講談社 講談社青い鳥文庫、1995年